# Gilberto Macena
Gilberto Macedo da Macena (Rio de Janeiro, 1º aprile 1984) è un calciatore brasiliano, attaccante del Template:Calcio Rasisalai United.